# Molenpoort (Stargard)
De Molenpoort (Pools: Brama Młyńska, Duits: Mühlentor) is een waterpoort in de Poolse Hanzestad Stargard (Duits: Stargard in Pommern). De gotische waterpoort is een voorbeeld van baksteengotiek en staat op deze plek sinds het begin van de 15e eeuw.De poort maakte onderdeel uit van de stadsmuur van Stargard. De Molenpoort is zo'n 14 meter breed en 6 meter breed. De waterpoort heeft twee bakstenen torens. Deze torens zijn zo'n 28 meter hoog. Het gebouw is door haar unieke uiterlijk, een van de herkenningspunten van Stargard.

## Afbeeldingen

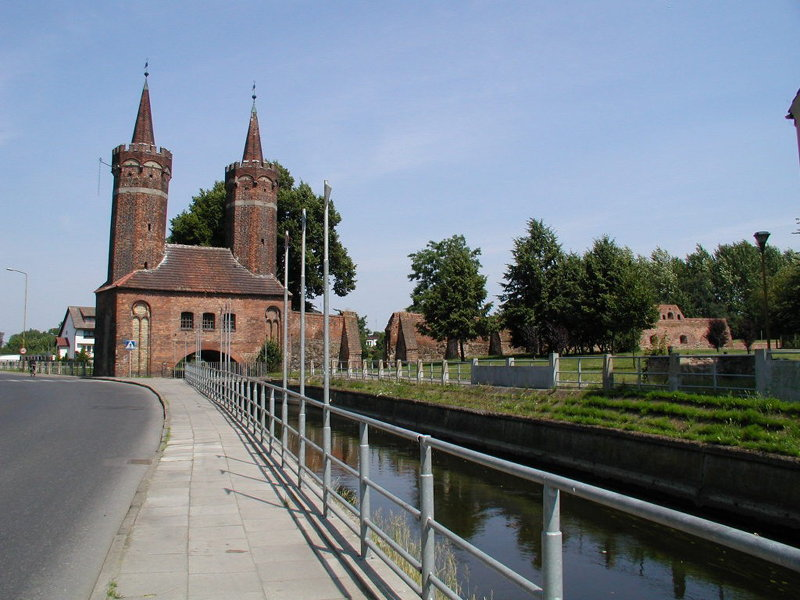
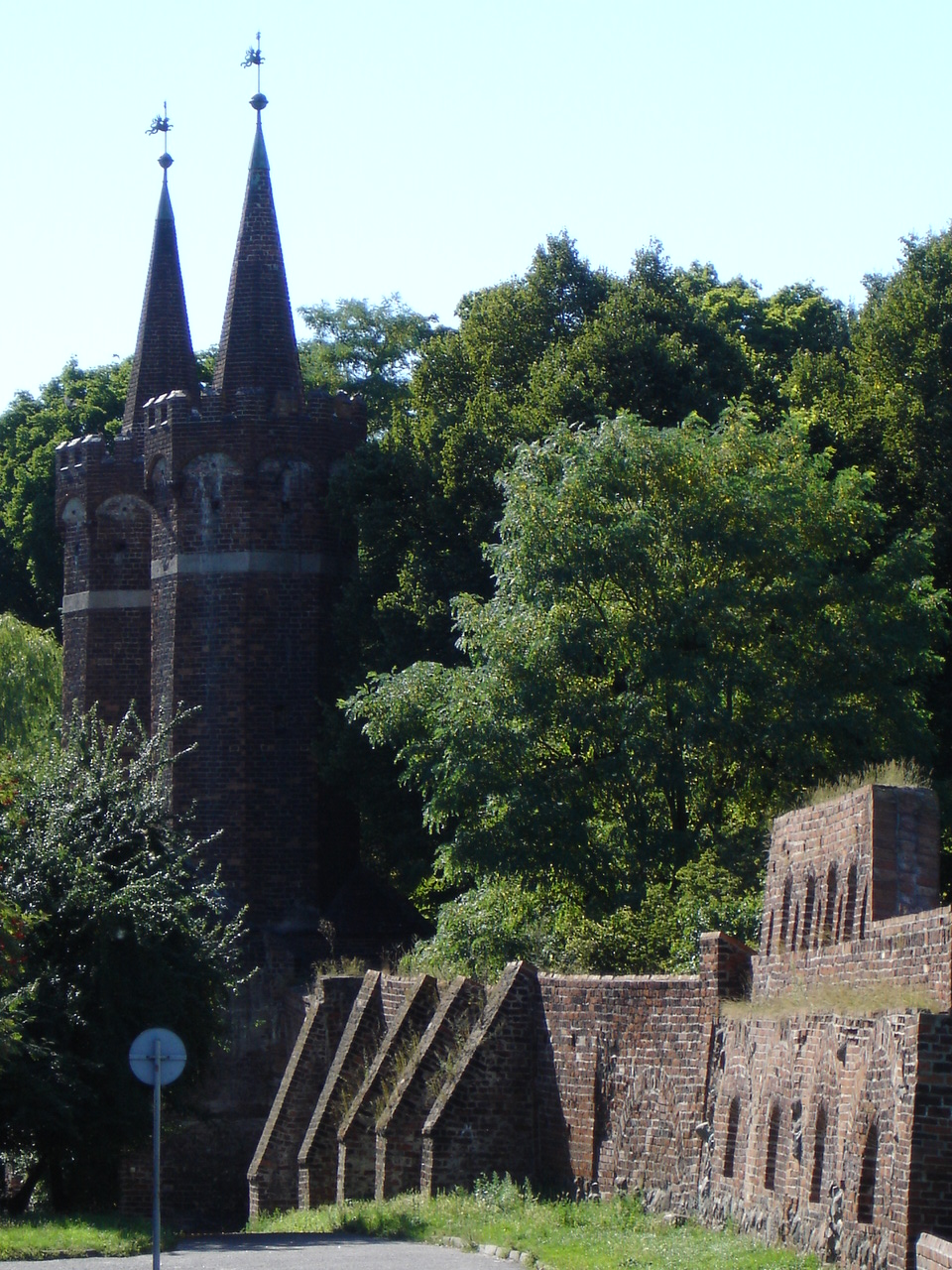
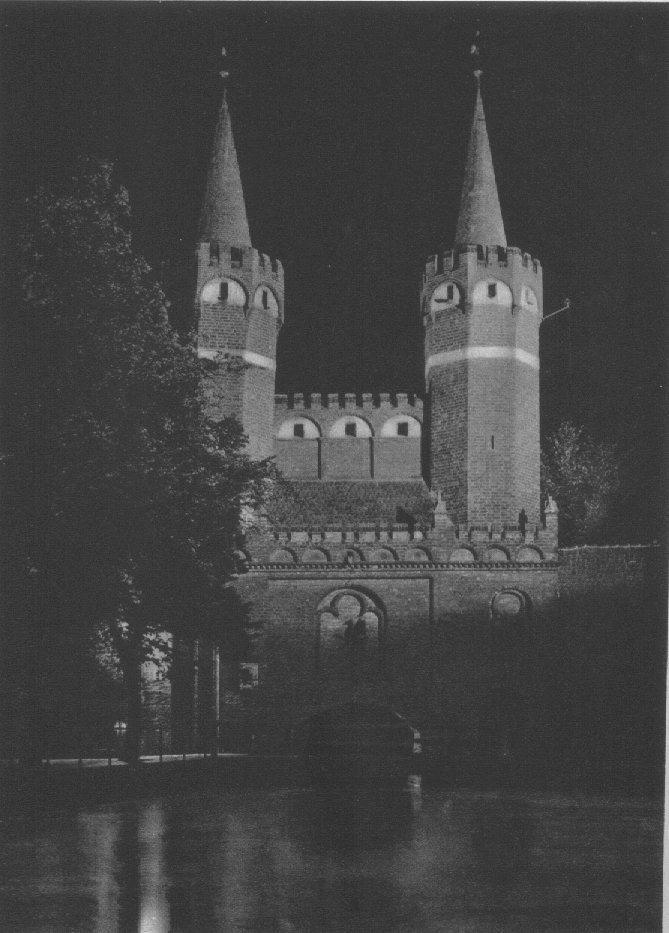